# Miantonomoh
Miantonomoh (c. 1600 – août 1643), également orthographié Miantonomo, Miantonomah ou Miantonomi, est un sachem des Narragansetts, un peuple amérindien de Nouvelle-Angleterre.

## Biographie
Sachem de la tribu des Narragansetts, Miantonomoh s'allie aux colons anglais de la colonie de la baie du Massachusetts en 1637 durant la guerre des Pequots. Il participe à la prise de leur bastion près de la Mystic River mais proteste contre le massacre qui s'ensuit.
Au cours des années 1641 et 1642, Miantonomoh rencontre les différentes tribus amérindiennes de la région dans le but de créer une coalition visant à chasser les Anglais de Nouvelle-Angleterre. Capturé en 1643 par le chef Uncas des Mohegans, il est remis aux autorités du Connecticut puis rendu aux Mohegans qui l'exécutent.